# 务银提
务银提（4世纪—409年），十六国北燕大臣，高云的尚书令。
高云取代慕容熙，任命他为司隶校尉。408年五月，任命尚书令冯万泥为幽、冀二州牧，镇守肥如。任命中军将军冯乳陈为并州牧，镇守白狼。任命抚军大将军冯素弗为司隶校尉。任命司隶校尉务银提为尚书令。409年，冯跋称天王，取代高云。以务银提为上大将军、辽东太守，封营丘公。务银提也自认为有功，功在孙护、张兴之上，却被派出镇守边郡，心中愤愤不平，抗表有恨言，图谋叛变投奔外邦，冯跋大怒将他杀死。